# Barbecue Island
Barbecue Island är en ö i Australien. Den ligger i delstaten Western Australia, omkring 2 200 kilometer nordost om delstatshuvudstaden Perth. Barbecue Island ligger i sjön Lake Argyle.
Trakten runt Barbecue Island består i huvudsak av gräsmarker. Trakten runt Barbecue Island är nära nog obefolkad, med mindre än två invånare per kvadratkilometer. Genomsnittlig årsnederbörd är 917 millimeter. Den regnigaste månaden är februari, med i genomsnitt 230 mm nederbörd, och den torraste är juni, med 2 mm nederbörd.